# Selección de fútbol sub-20 de República Dominicana
La Selección de fútbol sub-20 de la República Dominicana es el equipo formado por jugadores de nacionalidad dominicana menores de 20 años de edad, que representa al país a través de Federación Dominicana de Fútbol en la Copa Mundial de Fútbol Sub-20 y en el Campeonato Sub-20 de la Concacaf.

## Historia
La selección tuvo su primera aparición en el Campeonato sub-20 de la Concacaf de 1974 celebrado en Canadá, donde debutaría frente a Nicaragua con marcador adverso de 1-2. Los siguientes partidos de ese mismo torneo culminaron de igual manera, con derrotas frente a la selección local, Canadá, y Bermudas sucesivamente, consumándose la eliminación del combinado dominicano en primera instancia del campeonato.
Participaría nuevamente en el Campeonato Sub-20 de la Concacaf en la edición de 1976, donde obtuvo su primera victoria en el torneo, frente a la selección anfitriona, Puerto Rico, por 1-4. En dicho certamen, la selección quisqueyana alcanzó la segunda ronda de la fase de grupos. 
También participó en el Torneo Sub-20 de la Concacaf 1978 y en la edición de 1980, disputadas en Honduras y en los Estados Unidos respectivamente, donde sumaría su cuarta participación consecutiva en el campeonato. República Dominicana tuvo el mismo recorrido en ambas competencias, al no poder superar la fase de grupos, quedando fuera de la lucha por las plazas mundialistas.
Luego de 34 años de ausencia, en los que la selección no alcanzó el Premundial de la categoría, la escuadra dominicana sería parte del Campeonato Sub-20 de la Concacaf de 2018, con sede en los Estados Unidos. No alcanzaría la fase de clasificación, al quedar tercera de su grupo.
Clasificó a la fase final del Campeonato Sub-20 de la Concacaf de 2022 que tuvo lugar en Honduras, torneo en el que se proclamaría subcampeón tras alcanzar la final. Para llegar a dicha instancia, la selección dirigida por Iñaki Bea y Mariano Pérez -por la ausencia en el campeonato del seleccionador Wálter Benítez-, derrotó a El Salvador con un marcador de 5-4 en los octavos de final. Tres días más tarde vencería a Jamaica por 1-0, logrando así tomar 1 de los 4 boletos que otorgaba la Concacaf para la Copa Mundial de Fútbol Sub-20 de 2023. En semifinales su rival sería Guatemala, el partido se fue a penales tras el marcador final de 2-2 en el tiempo reglamentario. Dominicana se impondría en la tanda de penaltis a los chapines por 2-4, logrando una histórica clasificación a la final del torneo y obteniendo un cupo para el país en los Juegos Olímpicos de París 2024.  En la final, la fortuna no estuvo del lado de República Dominicana, que caería estrepitosamente 0-6 frente a los Estados Unidos. La selección sería galardonada por la Concacaf con el Premio al Juego Limpio, y los jugadores Edison Azcona y Ángel Montes de Oca serían incluidos en el  XI Ideal del torneo por su destacada participación en el mismo.
República Dominicana participó en su primera Copa Mundial de Fútbol Sub-20 en 2023, torneo que tenía su sede original en Indonesia pero que finalmente se celebró en Argentina. Sería ubicada en el Grupo D, considerado el grupo de la muerte, junto a selecciones históricas como Italia, Brasil y Nigeria. Tendría su debut el 21 de mayo ante Nigeria, en el Estadio Malvinas Argentinas de la ciudad de Mendoza. Empezaría ganando con gol de Edison Azcona, anotado de penal en el minuto 21' del encuentro, posteriormente la selección africana remontaría el partido, terminando este con marcador de 2-1.  Su segundo compromiso sería ante el quíntuple campeón mundial de la categoría, Brasil, en este partido la superioridad de la selección sudamericana sería notoria, derrotando al equipo dominicano por un marcador de 6-0. Este resultado obligaba a República Dominicana a conseguir un triunfo en la última fecha del grupo ante Italia y esperar otros resultados para clasificar como uno de los mejores terceros. Sin embargo, la selección de Benítez sucumbió ante los europeos y sería derrotada por 3-0, siendo eliminada en la primera ronda en su primera experiencia mundialista.

## Resultados

### Últimos y próximos encuentros
Actualizado al último partido jugado el 26 de julio de 2024.
| Fecha      | Ciudad       | Local           | Resultado | Visitante       | Competición                     |
| ---------- | ------------ | --------------- | --------- | --------------- | ------------------------------- |
| 22-03-2023 | Comayagua    | Honduras        | 3:2       | Rep. Dominicana | Partido amistoso                |
| 24-03-2023 | Siguatepeque | Honduras        | 7:1       | Rep. Dominicana | Partido amistoso                |
| 19-04-2023 | Jerez        | Rep. Dominicana | 0:1       | Brasil          | Partido amistoso                |
| 22-04-2023 | Jerez        | Rep. Dominicana | 2:3       | Irak            | Partido amistoso                |
| 25-04-2023 | Jerez        | Rep. Dominicana | 0:3       | Uzbekistán      | Partido amistoso                |
| 11-05-2023 | Buenos Aires | Argentina       | 4:0       | Rep. Dominicana | Partido amistoso                |
| 14-05-2023 | Ezeiza       | Ecuador         | 3:0       | Rep. Dominicana | Partido amistoso                |
| 21-05-2023 | Mendoza      | Rep. Dominicana | 1:2       | Nigeria         | Copa Mundial Sub-20 2023        |
| 24-05-2023 | Mendoza      | Brasil          | 6:0       | Rep. Dominicana | Copa Mundial Sub-20 2023        |
| 27-05-2023 | Mendoza      | Italia          | 3:0       | Rep. Dominicana | Copa Mundial Sub-20 2023        |
| 20-07-2024 | Irapuato     | El Salvador     | 1:0       | Rep. Dominicana | Campeonato Sub-20 Concacaf 2024 |
| 23-07-2024 | Irapuato     | Canadá          | 1:0       | Rep. Dominicana | Campeonato Sub-20 Concacaf 2024 |
| 26-07-2024 | Irapuato     | Honduras        | 5:2       | Rep. Dominicana | Campeonato Sub-20 Concacaf 2024 |

## Estadísticas
Leyenda: PJ: partidos jugados; PG: partidos ganados; PE: partidos empatados; PP: partidos perdidos; GF: goles a favor; GC: goles en contra.

### Mundial Sub-20
| Año   | Ronda             | PJ                | PG                | PE                | PP                | GF                | GC                | DG                |
| ----- | ----------------- | ----------------- | ----------------- | ----------------- | ----------------- | ----------------- | ----------------- | ----------------- |
| 1977  | No clasificó      | No clasificó      | No clasificó      | No clasificó      | No clasificó      | No clasificó      | No clasificó      | No clasificó      |
| 1979  | No clasificó      | No clasificó      | No clasificó      | No clasificó      | No clasificó      | No clasificó      | No clasificó      | No clasificó      |
| 1981  | No clasificó      | No clasificó      | No clasificó      | No clasificó      | No clasificó      | No clasificó      | No clasificó      | No clasificó      |
| 1983  | Sin participación | Sin participación | Sin participación | Sin participación | Sin participación | Sin participación | Sin participación | Sin participación |
| 1985  | Sin participación | Sin participación | Sin participación | Sin participación | Sin participación | Sin participación | Sin participación | Sin participación |
| 1987  | Sin participación | Sin participación | Sin participación | Sin participación | Sin participación | Sin participación | Sin participación | Sin participación |
| 1989  | Sin participación | Sin participación | Sin participación | Sin participación | Sin participación | Sin participación | Sin participación | Sin participación |
| 1991  | Sin participación | Sin participación | Sin participación | Sin participación | Sin participación | Sin participación | Sin participación | Sin participación |
| 1993  | No clasificó      | No clasificó      | No clasificó      | No clasificó      | No clasificó      | No clasificó      | No clasificó      | No clasificó      |
| 1995  | Sin participación | Sin participación | Sin participación | Sin participación | Sin participación | Sin participación | Sin participación | Sin participación |
| 1997  | No clasificó      | No clasificó      | No clasificó      | No clasificó      | No clasificó      | No clasificó      | No clasificó      | No clasificó      |
| 1999  | Sin participación | Sin participación | Sin participación | Sin participación | Sin participación | Sin participación | Sin participación | Sin participación |
| 2001  | No clasificó      | No clasificó      | No clasificó      | No clasificó      | No clasificó      | No clasificó      | No clasificó      | No clasificó      |
| 2003  | No clasificó      | No clasificó      | No clasificó      | No clasificó      | No clasificó      | No clasificó      | No clasificó      | No clasificó      |
| 2005  | No clasificó      | No clasificó      | No clasificó      | No clasificó      | No clasificó      | No clasificó      | No clasificó      | No clasificó      |
| 2007  | No clasificó      | No clasificó      | No clasificó      | No clasificó      | No clasificó      | No clasificó      | No clasificó      | No clasificó      |
| 2009  | No clasificó      | No clasificó      | No clasificó      | No clasificó      | No clasificó      | No clasificó      | No clasificó      | No clasificó      |
| 2011  | Sin participación | Sin participación | Sin participación | Sin participación | Sin participación | Sin participación | Sin participación | Sin participación |
| 2013  | No clasificó      | No clasificó      | No clasificó      | No clasificó      | No clasificó      | No clasificó      | No clasificó      | No clasificó      |
| 2015  | No clasificó      | No clasificó      | No clasificó      | No clasificó      | No clasificó      | No clasificó      | No clasificó      | No clasificó      |
| 2017  | No clasificó      | No clasificó      | No clasificó      | No clasificó      | No clasificó      | No clasificó      | No clasificó      | No clasificó      |
| 2019  | No clasificó      | No clasificó      | No clasificó      | No clasificó      | No clasificó      | No clasificó      | No clasificó      | No clasificó      |
| 2023  | Fase de grupos    | 3                 | 0                 | 0                 | 3                 | 1                 | 11                | -10               |
| 2025  | No clasificó      | No clasificó      | No clasificó      | No clasificó      | No clasificó      | No clasificó      | No clasificó      | No clasificó      |
| Total | 1/24              | 3                 | 0                 | 0                 | 3                 | 1                 | 11                | -10               |

### Campeonato Sub-20 de la Concacaf
| Año   | Ronda             | PJ                | PG                | PE                | PP                | GF                | GC                | DG                |                   |
| ----- | ----------------- | ----------------- | ----------------- | ----------------- | ----------------- | ----------------- | ----------------- | ----------------- | ----------------- |
| 1962  | Sin participación | Sin participación | Sin participación | Sin participación | Sin participación | Sin participación | Sin participación | Sin participación | Sin participación |
| 1964  | Sin participación | Sin participación | Sin participación | Sin participación | Sin participación | Sin participación | Sin participación | Sin participación | Sin participación |
| 1970  | Sin participación | Sin participación | Sin participación | Sin participación | Sin participación | Sin participación | Sin participación | Sin participación | Sin participación |
| 1973  | Sin participación | Sin participación | Sin participación | Sin participación | Sin participación | Sin participación | Sin participación | Sin participación | Sin participación |
| 1974  | Fase de grupos    | 3                 | 0                 | 0                 | 3                 | 1                 | 8                 | -7                |                   |
| 1976  | Fase de grupos    | 6                 | 1                 | 0                 | 5                 | 7                 | 31                | -24               |                   |
| 1978  | Fase de grupos    | 2                 | 0                 | 0                 | 2                 | 0                 | 14                | -14               |                   |
| 1980  | Fase de grupos    | 3                 | 1                 | 0                 | 2                 | 2                 | 6                 | -4                |                   |
| 1982  | Sin participación | Sin participación | Sin participación | Sin participación | Sin participación | Sin participación | Sin participación | Sin participación | Sin participación |
| 1984  | Sin participación | Sin participación | Sin participación | Sin participación | Sin participación | Sin participación | Sin participación | Sin participación | Sin participación |
| 1986  | Sin participación | Sin participación | Sin participación | Sin participación | Sin participación | Sin participación | Sin participación | Sin participación | Sin participación |
| 1988  | Sin participación | Sin participación | Sin participación | Sin participación | Sin participación | Sin participación | Sin participación | Sin participación | Sin participación |
| 1990  | Sin participación | Sin participación | Sin participación | Sin participación | Sin participación | Sin participación | Sin participación | Sin participación | Sin participación |
| 1992  | No clasificó      | No clasificó      | No clasificó      | No clasificó      | No clasificó      | No clasificó      | No clasificó      | No clasificó      | No clasificó      |
| 1994  | Sin participación | Sin participación | Sin participación | Sin participación | Sin participación | Sin participación | Sin participación | Sin participación | Sin participación |
| 1996  | No clasificó      | No clasificó      | No clasificó      | No clasificó      | No clasificó      | No clasificó      | No clasificó      | No clasificó      | No clasificó      |
| 1998  | Sin participación | Sin participación | Sin participación | Sin participación | Sin participación | Sin participación | Sin participación | Sin participación | Sin participación |
| 2001  | No clasificó      | No clasificó      | No clasificó      | No clasificó      | No clasificó      | No clasificó      | No clasificó      | No clasificó      | No clasificó      |
| 2003  | No clasificó      | No clasificó      | No clasificó      | No clasificó      | No clasificó      | No clasificó      | No clasificó      | No clasificó      | No clasificó      |
| 2005  | No clasificó      | No clasificó      | No clasificó      | No clasificó      | No clasificó      | No clasificó      | No clasificó      | No clasificó      | No clasificó      |
| 2007  | No clasificó      | No clasificó      | No clasificó      | No clasificó      | No clasificó      | No clasificó      | No clasificó      | No clasificó      | No clasificó      |
| 2009  | No clasificó      | No clasificó      | No clasificó      | No clasificó      | No clasificó      | No clasificó      | No clasificó      | No clasificó      | No clasificó      |
| 2011  | Sin participación | Sin participación | Sin participación | Sin participación | Sin participación | Sin participación | Sin participación | Sin participación | Sin participación |
| 2013  | No clasificó      | No clasificó      | No clasificó      | No clasificó      | No clasificó      | No clasificó      | No clasificó      | No clasificó      | No clasificó      |
| 2015  | No clasificó      | No clasificó      | No clasificó      | No clasificó      | No clasificó      | No clasificó      | No clasificó      | No clasificó      | No clasificó      |
| 2017  | No clasificó      | No clasificó      | No clasificó      | No clasificó      | No clasificó      | No clasificó      | No clasificó      | No clasificó      | No clasificó      |
| 2018  | Fase de grupos    | 5                 | 3                 | 0                 | 2                 | 23                | 10                | +13               |                   |
| 2022  | Subcampeón        | 4                 | 2                 | 1                 | 1                 | 8                 | 12                | -4                |                   |
| 2024  | Fase de grupos    | 3                 | 0                 | 0                 | 3                 | 2                 | 7                 | -5                |                   |
| Total | 7/29              | 26                | 7                 | 1                 | 18                | 43                | 88                | -45               |                   |

### Juegos Centroamericanos y del Caribe
| Año         | Ronda                                      | PJ                                         | PG                                         | PE                                         | PP                                         | GF                                         | GC                                         | DG                                         |                                            |
| ----------- | ------------------------------------------ | ------------------------------------------ | ------------------------------------------ | ------------------------------------------ | ------------------------------------------ | ------------------------------------------ | ------------------------------------------ | ------------------------------------------ | ------------------------------------------ |
| 1930 a 1986 | Torneo de selecciones absolutas y amateurs | Torneo de selecciones absolutas y amateurs | Torneo de selecciones absolutas y amateurs | Torneo de selecciones absolutas y amateurs | Torneo de selecciones absolutas y amateurs | Torneo de selecciones absolutas y amateurs | Torneo de selecciones absolutas y amateurs | Torneo de selecciones absolutas y amateurs | Torneo de selecciones absolutas y amateurs |
| 1990        | Torneo de selecciones sub-23               | Torneo de selecciones sub-23               | Torneo de selecciones sub-23               | Torneo de selecciones sub-23               | Torneo de selecciones sub-23               | Torneo de selecciones sub-23               | Torneo de selecciones sub-23               | Torneo de selecciones sub-23               | Torneo de selecciones sub-23               |
| 1993        | Sin participación                          | Sin participación                          | Sin participación                          | Sin participación                          | Sin participación                          | Sin participación                          | Sin participación                          | Sin participación                          | Sin participación                          |
| 1998        | Sin participación                          | Sin participación                          | Sin participación                          | Sin participación                          | Sin participación                          | Sin participación                          | Sin participación                          | Sin participación                          | Sin participación                          |
| 2002        | Fase de grupos                             | 2                                          | 0                                          | 0                                          | 2                                          | 1                                          | 5                                          | -4                                         |                                            |
| 2006        | No clasificó                               | No clasificó                               | No clasificó                               | No clasificó                               | No clasificó                               | No clasificó                               | No clasificó                               | No clasificó                               | No clasificó                               |
| 2010        | Torneo cancelado                           | Torneo cancelado                           | Torneo cancelado                           | Torneo cancelado                           | Torneo cancelado                           | Torneo cancelado                           | Torneo cancelado                           | Torneo cancelado                           | Torneo cancelado                           |
| 2014        | No clasificó                               | No clasificó                               | No clasificó                               | No clasificó                               | No clasificó                               | No clasificó                               | No clasificó                               | No clasificó                               | No clasificó                               |
| 2018        | No clasificó                               | No clasificó                               | No clasificó                               | No clasificó                               | No clasificó                               | No clasificó                               | No clasificó                               | No clasificó                               | No clasificó                               |
| 2023        | Torneo de selecciones sub-23               | Torneo de selecciones sub-23               | Torneo de selecciones sub-23               | Torneo de selecciones sub-23               | Torneo de selecciones sub-23               | Torneo de selecciones sub-23               | Torneo de selecciones sub-23               | Torneo de selecciones sub-23               | Torneo de selecciones sub-23               |
| 2026        | Competición por disputar                   | Competición por disputar                   | Competición por disputar                   | Competición por disputar                   | Competición por disputar                   | Competición por disputar                   | Competición por disputar                   | Competición por disputar                   | Competición por disputar                   |
| Total       | 1/6                                        | 2                                          | 0                                          | 0                                          | 2                                          | 1                                          | 5                                          | -4                                         |                                            |

## Participaciones

### Mundial 2023- Fase de grupos

#### Grupo D
| Selección            | Pts | PJ | PG | PE | PP | GF | GC | Dif |
| -------------------- | --- | -- | -- | -- | -- | -- | -- | --- |
| Brasil               | 6   | 3  | 2  | 0  | 1  | 10 | 3  | 7   |
| Italia               | 6   | 3  | 2  | 0  | 1  | 6  | 4  | 2   |
| Nigeria              | 6   | 3  | 2  | 0  | 1  | 4  | 3  | 1   |
| República Dominicana | 0   | 3  | 0  | 0  | 3  | 1  | 11 | -10 |

| 21 de mayo de 2023 | Nigeria                             | 2:1 (1:1) | República Dominicana | Estadio Malvinas Argentinas, Mendoza                     |                                                          |
| 15:00 | De Peña 31' (a.g.) · Sam. Lawal 71' | Reporte   | Azcona 23' (pen.)    | Asistencia: 21 647 espectadores Árbitro(s): Yusuke Araki | Asistencia: 21 647 espectadores Árbitro(s): Yusuke Araki |
| Debut absoluto de República Dominicana en la Copa Mundial Sub-20 de la FIFA, además Azcona marcó el primer gol dominicano en la historia del mundial. |                                     |           |                      |                                                          |                                                          |

| 24 de mayo de 2023 | Brasil                                                                                                   | 6:0 (2:0) | República Dominicana | Estadio Malvinas Argentinas, Mendoza                        |                                                             |
| 18:00              | Sávio 37' · Marcos Leonardo 38' · Pedroso 57' · Giovane 82' · Marlon Gomes 90+2' · Matheus Martins 90+3' | Reporte   |                      | Asistencia: 7253 espectadores Árbitro(s): François Letexier | Asistencia: 7253 espectadores Árbitro(s): François Letexier |

| 27 de mayo de 2023 | República Dominicana | 0:3 (0:1) | Italia                           | Estadio Malvinas Argentinas, Mendoza                         |                                                              |
| 15:00              |                      | Reporte   | Casadei 19', 84' · Ambrosino 50' | Asistencia: 6709 espectadores Árbitro(s): Mohammed Al-Hoaish | Asistencia: 6709 espectadores Árbitro(s): Mohammed Al-Hoaish |

Jugadores: 1 O. Bello, 2 S. Martínez, 3 Á. Ciriaco, 4 T. Jungbauer, 5 K. Martes, 6 I. Boatwright, 7 B. Moré, 8 Á. Montes de Oca, 9 Á. Gómez, 10 E. Azcona, 11 A. Martín, 12 X. Valdez, 13 O. Schmidhauser, 14 Y. Álvarez, 15 Y. Peralta, 16 M. Vásquez, 17 J. Yambatis, 18 A. Tamárez, 19 G. De Peña, 20 E. Bösl, 21 D. Cuevas. Seleccionador: W. Benítez.

## Palmarés
- Campeonato Sub-20 de la Concacaf
  -  Subcampeón: 2022